# Arbetarens Fristunder
Arbetarens Fristunder var en dagstidning/tidskrift utgiven i Växjö från 17 april 1867 till 19 september 1868.
Utgivningsbevis för tidningen utfärdades för boktryckaren Johan Herman Stenbeck den 25 februari 1867. Tidningen  kom ut på onsdagar eller lördagar en gång i veckan med 8 sidor i foiioformat  med en satsyta på 25 x 17,5 cm och med 2 spalter. Priset för tidningen var 2,50 kr för 24 nummer. Blott 24 nr kom ut, men med ett uppehåll mellan nr 14 den 20 november 1867 och nr 15 den 26 februari 1868. Tidningen trycktes i utgivarens Herman Stenbocks boktryckeri med frakturstil.